# 藤北誠也
藤北 誠也（ふじきた せいや、1988年4月19日 - ）は、日本のプロボクサー。奈良県天理市出身。三迫ボクシングジム所属。

## 来歴
自動車整備士になってからボクシングを始めた。
2013年1月29日のプロデビュー戦は判定勝ち。10か月後の試合でプロ初黒星。
その後2019年10月26日に後楽園ホールで日本フライ級11位の山内涼太とチャンピオンカーニバル最強挑戦者決定戦を行う予定だったが、山内の怪我で試合中止となり、この試合予定日の前日計量で藤北が計量クリアしたので日本王座への挑戦権を獲得した。
2020年10月18日、浅口市立天草公園体育館で日本フライ級王者のユーリ阿久井政悟に挑戦するも、10回0-3（91-99、92-98、93-97）で判定負けを喫し、王座獲得に失敗した。

## 獲得タイトル
- 2019年度日本フライ級最強挑戦者

## 戦績
- プロボクシング - 18戦13勝5敗（6KO）